# 中缅边境经济贸易交易会
中国－缅甸边境经济贸易交易会，简称中缅边交会，是中华人民共和国与缅甸开展的贸易展览会。

## 瑞丽－木姐边交会
2001年，云南省外经贸厅与缅甸贸易部边贸司签订协议，每年在中国瑞丽和缅甸木姐轮流举办边贸交易会。自2001年至2019年，除2003年在中国芒市举行外:181，历届边交会均于中国瑞丽和缅甸木姐轮流举办。受2019冠狀病毒病疫情影响，2020年第十九届中缅边交会在线上举办。

## 临沧－腊戌边交会
2019年，中国临沧与缅甸腊戌签署协议举办首届“缅甸－中国边境经济贸易交易会”。第二届于2021年8月在线上、线下同时举办，主会场位于临沧，缅甸在仰光、内比都、东枝、腊戌设置分会场。